# Manipur
Manipur (hindi मणिपुर, trb.: Manipur, trl.: Maṇipur; ang. Manipur) – jeden ze stanów Indii, położony w ich północno-wschodniej części. Stolicą stanu, a zarazem największym miastem jest Imphal. Stan został utworzony 21 stycznia 1972 roku. 
Na terenie stanu znajduje się jezioro Loktak – największe słodkowodne jezioro Indii.

## Podział administracyjny
Stan Manipur dzieli się na następujące okręgi:

1. Bishnupul
2. Chandel
3. Churachandpur
4. Imphal Wschodni
5. Imphal Zachodni
6. Senapati
7. Thamenglong
8. Thoubal
9. Ukhrul